# Priscus Valerianus
Pour les articles homonymes, voir Priscus.
Priscus Valerianus (Ve siècle) fut préfet du prétoire des Gaules qui avait alors son siège dans la ville d'Arles. Il était cousin de l'empereur Avitus et parent de l'évêque de Lyon Eucherius.

## Biographie
Valerianus accède au poste de préfet du prétoire des Gaules peu de temps avant 456, sous le règne de l'empereur Avitus. Sidoine Apollinaire lui envoie un recueil de vers en le flattant de son sens critique. Eucherius  lui dédicace son Epistula Paranetica ad Valerianum cognatum de contemptu mundi et saecularis philosophiae. Sa fille épouse l'orateur Pragmatius.